# Kommorant
Als Kommorant bezeichnet man in der katholischen Kirche einen Geistlichen, der an einem Ort ansässig ist, ohne seelsorgerisch tätig zu sein.
Der Begriff stammt vom mittellateinischen commorantis ‚Ansässiger‘, ‚Einwohner‘.